# Lucille Wheeler
Pour les articles homonymes, voir Wheeler.
Lucile Wheeler, CM, née le 14 janvier 1935 à Saint-Jovite, est une skieuse alpine canadienne.

## Palmarès

### Jeux olympiques d'hiver
| Épreuve / Édition         | Descente | Slalom géant | Slalom  | Combiné                          |
| JO 1952 Oslo              | 27e      | 27e          | 26e     | Épreuve inexistante à cette date |
| JO 1956 Cortina d'Ampezzo | Bronze   | 6e           | Abandon | Épreuve inexistante à cette date |

### Championnats du monde
| Épreuve / Édition         | Descente | Slalom géant | Slalom       | Combiné                          |
| JO 1952 Oslo              | 27e      | 27e          | 26e          | Épreuve inexistante à cette date |
| Mondiaux 1954 Åre         | 7e       | 18e          | Disqualifiée | —                                |
| JO 1956 Cortina d'Ampezzo | Bronze   | 6e           | Abandon      | —                                |
| Mondiaux 1958 Bad Gastein | Or       | Or           | 14e          | Argent                           |

## Honneurs
- 1976 - Membre de l'Ordre du Canada

## Arlberg-Kandahar
- Meilleur résultat : 5e place dans le combiné 1954 à Garmisch